# Воздвиженка (Сарактаський район)
Воздви́женка (рос. Воздвиженка) — село у складі Сарактаського району Оренбурзької області, Росія.

## Населення
Населення — 977 осіб (2010; 880 у 2002).
Національний склад (станом на 2002 рік):
- росіяни — 65 %